# Jakob Rosenfeld
Pour les articles homonymes, voir Rosenfeld.
Jakob Rosenfeld (1903-1952), aussi connu sous le nom de Général Luo, est un médecin autrichien juif qui émigra en Chine pour fuir les persécutions et devint ministre de la Santé dans le gouvernement communiste de Mao Zedong en 1947.

## Biographie
Originaire de Lemberg en Autriche-Hongrie (actuelle Lviv en Ukraine), Rosenfeld grandit à Wöllersdorf près de Wiener Neustadt. Il est diplômé de médecine avec spécialisation d'urologie de l'université de Vienne. Après l'Anschluss de 1938, Rosenfeld, qui est juif, est déporté au camp de concentration de Dachau puis à celui de Buchenwald. En 1939, il est libéré et doit quitter l'Allemagne dans les deux semaines suivantes. Puisque la Chine ne demande pas de visa aux Juifs, il décide de rejoindre le ghetto de Shanghai.
Après avoir été médecin, spécialiste en urologie, en gynécologie et en obstétrique dans la concession française de Shanghai, il entre, en 1941, au service des forces chinoises communistes — où une réception de bienvenue lui est offerte par Chen Yi et Liu Shaoqi — comme médecin de la Nouvelle Quatrième armée, de l'Armée de la 8e route, et de l'Armée populaire de libération du Nord-Est durant la seconde guerre sino-japonaise et la guerre civile chinoise. Il aide à la création de l'école de médecine de Huazhong (en). Il choisit de rester en Chine après la chute du régime nazi et participe au défilé de l'armée communiste à Pékin.
Il retourne en Europe en 1949 pour rechercher des proches, mais la plupart ont péri dans les camps. Il retrouve néanmoins sa sœur en Autriche. En 1950, après avoir échoué à retourner en Chine, il émigre en Israël où il retrouve son frère. Il meurt deux ans plus tard d'une attaque cardiaque.
La Chine a érigé une statue en son honneur, un hôpital au Shandong porte son nom, et en 2006, une grande exposition en sa mémoire est organisée au musée national de Chine, inaugurée par le président chinois Hu Jintao. Sa tombe est fleurie chaque année par l'ambassade de Chine en Israël.